# Osteokondukcja
Osteokondukcja – zapewnienie odpowiednich warunków dla wrastania elementów kościotwórczych pochodzących z sąsiedztwa.
W przypadku materiałów, zdolności osteokondukcyjne materiału oznaczają, iż stanowi on rusztowanie dla komórek osteogennych ze ścian ubytku kostnego. Zdolności osteokondukcyjne wykazują zarówno przeszczepy kostne jak i materiały kościozastępcze organiczne i nieorganiczne.
W procesie regeneracji kości wyróżniamy dwa główne procesy – pierwszy z nich to właśnie osteokondukcja, polegająca na wzroście pochodzących z uszkodzonej kości osteoblastów, wnikających do ubytku lub na powierzchnię obojętnego materiału wszczepowego. Drugim procesem jest pobudzanie i rekrutacja niezróżnicowanych komórek mezenchymalnych do różnicowania się w osteoblasty, czyli osteoindukcja.